# Sadong
Sadong (kor. 사동구역, Sadong-guyŏk) – jedna z 19 dzielnic stolicy Korei Północnej, Pjongjangu. Znajduje się we wschodniej części miasta. W 2008 roku liczyła 140 869 mieszkańców. Składa się z 13 osiedli (kor. dong) i 6 wsi (kor. ri). Graniczy z dzielnicami Taedonggang, Tongdaewŏn i Sŏn’gyo od zachodu, Ryŏkp’o od południa, z powiatem Sang’wŏn (prowincja P’yŏngan Południowy) i rzeką o tej samej nazwie od wschodu, a także z rzeką Taedong od północy (po drugiej stronie rzeki – dzielnica Sŭngho).

## Historia
Pierwotnie tereny dzielnicy stanowiły część powiatów Taedong (miejscowości Ryulmi, Ch'uŭlmi, Ch'ŏngryong, prowincja P’yŏngan Południowy) i Chunghwa (miejscowość Sangdo; prowincja Hwanghae Północne). Jako samodzielna jednostka administracyjna (złożona wtedy z 16 osiedli) dzielnica Sadong powstała w 1959 roku.

## Podział administracyjny dzielnicy
W skład dzielnicy wchodzą następujące jednostki administracyjne:
| Nazwa jednostki administracyjnej | Rodzaj jednostki administracyjnej | Chosŏn’gŭl | Hancha  |
| -------------------------------- | --------------------------------- | ---------- | ------- |
| Mirim-dong                       | osiedle                           | 미림동     | 美林洞  |
| Namsan-dong                      | osiedle                           | 남산동     | 南山洞  |
| Changch'ŏn-dong                  | osiedle                           | 장천동     | 將泉洞  |
| Songsin-1-dong                   | osiedle                           | 송신1동    | 松新1洞 |
| Songsin-2-dong                   | osiedle                           | 송신2동    | 松新2洞 |
| Songsin-3-dong                   | osiedle                           | 송신3동    | 松新3洞 |
| Songhwa-1-dong                   | osiedle                           | 송화1동    | 松華1洞 |
| Songhwa-2-dong                   | osiedle                           | 송화2동    | 松華2洞 |
| Duru-1-dong                      | osiedle                           | 두루1동    | 豆樓1洞 |
| Duru-2-dong                      | osiedle                           | 두루2동    | 豆樓2洞 |
| Hyuam-dong                       | osiedle                           | 휴암동     | 休岩洞  |
| Samgol-dong                      | osiedle                           | 삼골동     | 삼골洞  |
| Sŏkjŏng-dong                     | osiedle                           | 석정동     | 石井洞  |
| Tongch’ang-ri                    | wieś                              | 동창리     | 東倉里  |
| Oryu-ri                          | wieś                              | 오류리     | 五柳里  |
| Rihyŏn-ri                        | wieś                              | 리현리     | 梨峴里  |
| Taewŏn-ri                        | wieś                              | 대원리     | 大園里  |
| Tŏkdong-ri                       | wieś                              | 덕동리     | 德洞里  |
| Kŭmt'an-ri                       | wieś                              | 금탄리     | 金灘里  |